# Setaphis sexmaculata
Setaphis sexmaculata är en spindelart som beskrevs av Simon 1893. Setaphis sexmaculata ingår i släktet Setaphis och familjen plattbuksspindlar. Inga underarter finns listade i Catalogue of Life.